# Arènes Joseph-Durand
Les arènes Joseph-Durand, reconstruites en béton armé en 1914, alors une propriété privée, devenant municipale à partir de 1972, sont des arènes situées avenue Roger-Salengro à Tarascon, dans le département des Bouches-du-Rhône en France. D'une capacité de mille cent spectateurs, elles sont dédiées surtout à la course camarguaise, mais accueillent une fois par an une novillada.

## Tauromachie
La course espagnole y  est représentée principalement par des novilladas  piquées ou non piquées. La feria porte le nom de Feria de la Jouvènço (feria de la jeunesse en provençal). 